# Nathalie Lam
King–Teng „Nathalie” Lam (ur. 7 marca 1973) – maurytyjska pływaczka, olimpijka.
Wystąpiła na Letnich Igrzyskach Olimpijskich 1992, podczas których wystartowała wyłącznie w sztafecie 4 × 100 m stylem dowolnym. Drużyna maurytyjska uzyskała najsłabszy 13. wynik eliminacji wśród wszystkich zespołów (4:09,96) – w swojej reprezentacji osiągnęła drugi czas (1:02,37). 